# Pietro Pasquali
Pietro Pasquali (Cremona, 1847 – Brescia, 1921) è stato un pedagogista italiano.

## Biografia
Formatosi nella natia Cremona, fu direttore didattico delle scuole elementari di Brescia.
Seguace delle teorie dello studioso tedesco Friedrich Fröbel, per le quali l'attività educativa infantile deve essere ludica e spontanea, senza ordini rigidi o imposizioni, perché nuocerebbero a uno sviluppo sano e naturale del bambino, fu uno dei principali animatori della scuola di Ripatransone. Fu sostenitore dell'opera pedagogica delle sorelle Agazzi per gli asili d'infanzia. 
Fu inoltre autore di numerosi saggi di carattere pedagogico. 